# Hanhofen
Hanhofen este o comună din landul Renania-Palatinat, Germania.